# Halictus sexcinctus
Halictus sexcinctus ist eine Wildbiene der Familie Halictidae sie wird im deutschen auch Weißbindige Furchenbiene oder Sechsbinden-Furchenbiene genannt.

## Merkmale

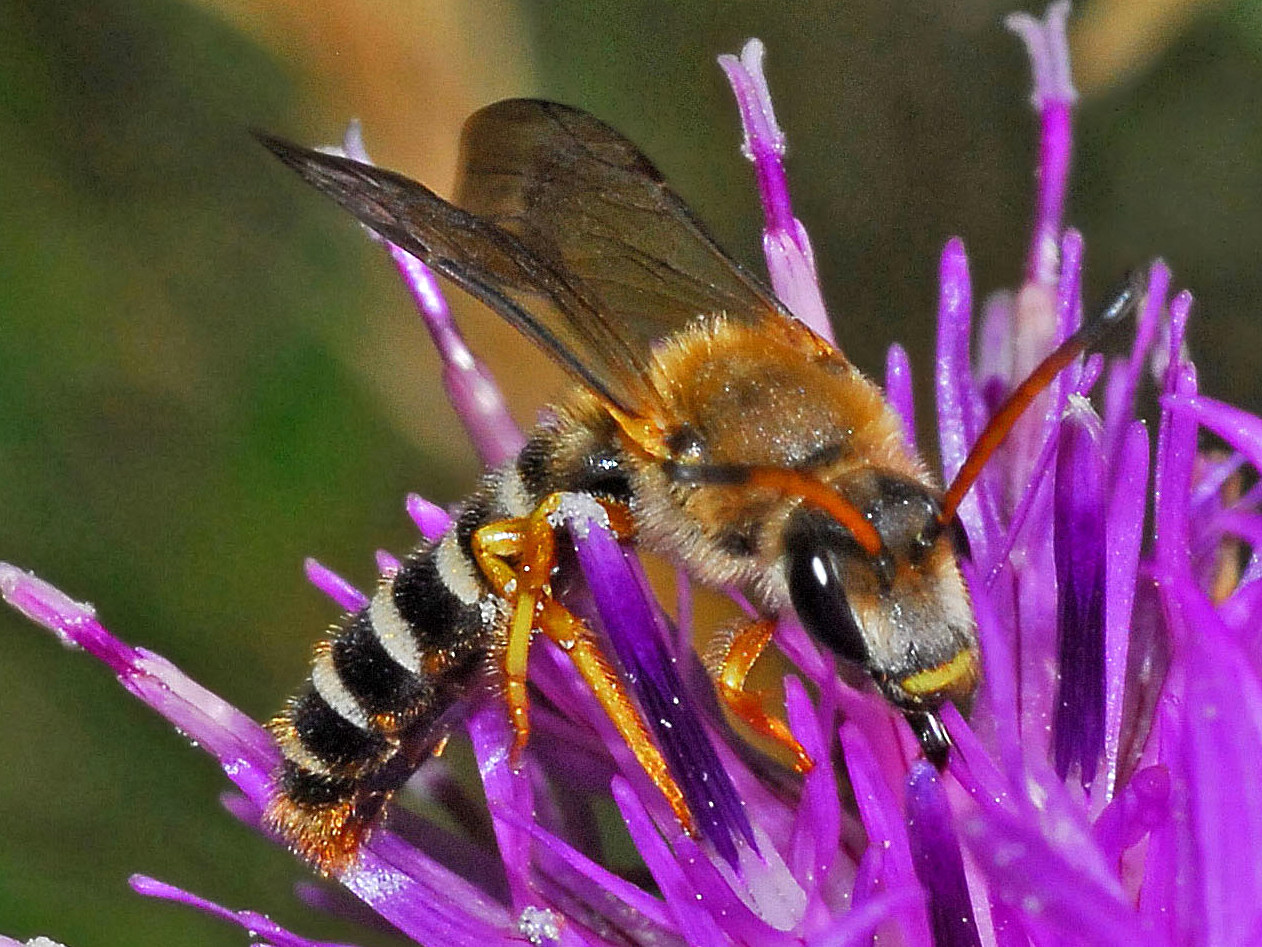
Halictus sexcinctus, Männchen

Halictus sexcinctus ist eine relativ große Furchenbiene mit dunkler Kutikula, ohne Metallglanz und ockergelber Behaarung mit weißlich behaarten Tergitendbinden. Sie ist ca. 13 bis 16 mm lang. Die Basalbinden sind kaum ausgeprägt. Die Fühler der Männchen sind überwiegend rostrot. Sehr ähnlich ist Halictus scabiosae, die jedoch breit ockergelbe Tergitendbinden hat, sowie Halictus quadricinctus mit rötlich-gelb behaartem Thorax.

## Verbreitung
Die Art ist weit verbreitet, von Portugal über fast ganz Europa bis Kleinasien und Iran und im Osten bis Moskau. Nordwärts bis Schweden und das Baltikum, südwärts bis Sizilien, Kreta und Israel. In Deutschland aus allen Bundesländern nachgewiesen, in Österreich aus allen Ländern außer Salzburg, auch in der Schweiz weit verbreitet.
Kommt auf Binnendünen, Sandgruben und Magerrasen, sowohl auf sandigen oder lehmigen Böden oder Löss vor. Vom Flachland bis in montane Höhen.
Manche Bestände sind rückläufig oder schon verschollen.

## Lebensweise
Nistet in selbstgegrabenen Hohlräumen im Boden auf ebenen Flächen, schütter bewachsenen Böschungen oder auch in Steilwänden. Auf mehr oder weniger ebenen Flächen ist der Nesteingang mit einem asymmetrischen Tumulus umgeben. Das Nest besteht aus einem Hauptgang, der mehrfach verzweigt sein kann. Davon zweigen Seitengänge ab, an deren Ende je eine kleine Brutzelle ist. Die Weibchen versorgen die Brut mit Pollen von bis zu fünf verschiedenen Pflanzenfamilien (sind also polylektisch), sie sind besonders häufig auf Distelblüten zu beobachten.
Die Art wurde in der früheren Literatur als sozial bezeichnet, was aber nicht stimmt. Die Bienen bilden jedoch Kolonien, die auch recht groß werden können, indem die Weibchen einige Wochen mit ihren inzwischen geschlüpften Nachkommen gemeinsam leben. Gelegentlich benützen mehrere Weibchen einen gemeinsamen Nesteingang.
Weibchen die überwintert haben erscheinen Ende April, beide Geschlechter fliegen von Mai bis zum Herbst (September/Oktober). Im Hochsommer schwärmen die Männchen oft in großer Anzahl um die Nester, um die neugeschlüpften Weibchen (unter der Erde) zu begatten. Diese überwintern dann.
Parasiten: Vermutlich die Kuckucksbienen Sphecodes gibbus und S. albilabris.